# Sihui
Sihui (四会市S, SìhuìP) è una città-contea della Cina, situata nella provincia del Guangdong e amministrata dalla prefettura di Zhaoqing.